# Proguibourtinidin
El Proguibourtinidin es un tipo de tanino condensado formado a partir del guibourtinidol (leucoguibourtinidin). Ellos producen guibourtinidin cuando es despolimerizado en condiciones oxidantes.
Se pueden encontrar en la especie Guibourtia coleosperma (el palo de rosa africano), o en Cassia abbreviata.